# NGC 4386
NGC 4386 (również PGC 40378 lub UGC 7491) – galaktyka soczewkowata (SB0), znajdująca się w gwiazdozbiorze Smoka. Odkrył ją William Herschel 10 grudnia 1797 roku.
W galaktyce tej zaobserwowano supernową SN 2014bv.